# Garruchos (kommun)
Garruchos är en kommun i Brasilien.   Den ligger i delstaten Rio Grande do Sul, i den södra delen av landet, 1 600 km sydväst om huvudstaden Brasília. Antalet invånare är 3 233. Arean är 800 kvadratkilometer.
Terrängen i Garruchos är huvudsakligen platt.
Omgivningarna runt Garruchos är huvudsakligen savann. Runt Garruchos är det glesbefolkat, med 11 invånare per kvadratkilometer.